# Висока Гура (Підляське воєводство)
Висока Гура (пол. Wysoka Góra) — село в Польщі, у гміні Краснополь Сейненського повіту Підляського воєводства.
Населення — 25 осіб (2011).
У 1975-1998 роках село належало до Сувальського воєводства.

## Демографія
Демографічна структура станом на 31 березня 2011 року:
|          | Загалом | Допрацездатний вік | Працездатний вік | Постпрацездатний вік |
| -------- | ------- | ------------------ | ---------------- | -------------------- |
| Чоловіки | 16      | 2                  | 13               | 1                    |
| Жінки    | 9       | 1                  | 6                | 2                    |
| Разом    | 25      | 3                  | 19               | 3                    |